# GAZ-63
El GAZ-63 es un camión 4x4 de capacidad de 2 toneladas, producido entre 1948 y 1968 en la Planta de Automóviles de Gorky. Es una evolución del modelo anterior, el GAZ-51; al cual se asemeja bastante en su apariencia externa.

## Historia

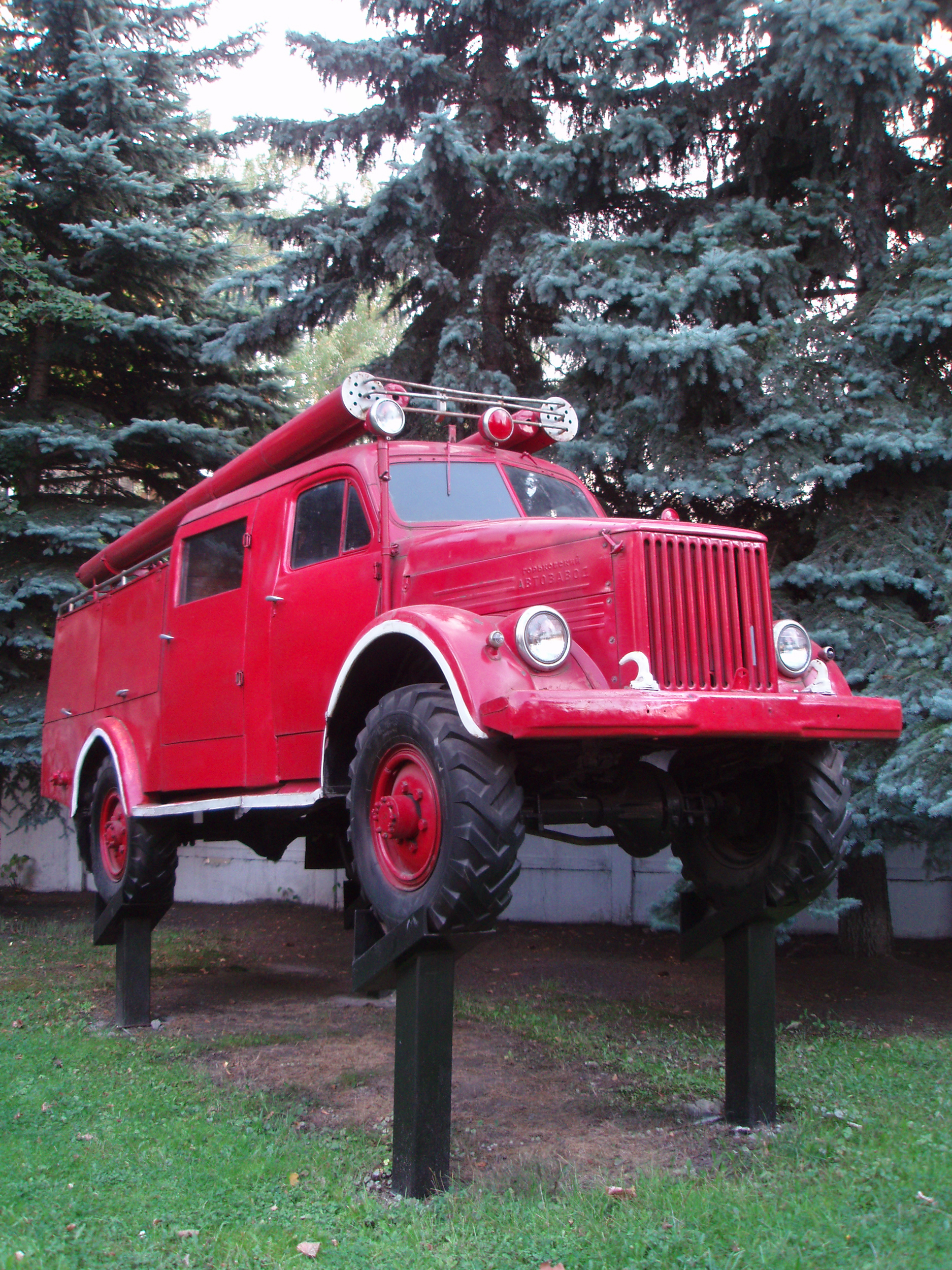
Camión de bomberos GAZ-63 PMG-19 en Lyubertsy.

El diseño se vio por primera vez en 1938. Los primeros prototipos del GAZ-63 fueron creados antes de la Segunda Guerra Mundial entre 1939 y 1940, y la producción en serie se inició hasta 1948. La mayor parte de los camiones fueron destinados a las unidades de transporte del ejército soviético como camión sobre ruedas, y muchos otros se destinaron a servir a las empresas de la economía nacional de la URSS entre las décadas de los 50 y los 60. En 1968 fue retirado de las líneas de producción para darle paso al nuevo modelo, el GAZ-66. El grado de compartimentación de partes con su predecesor, el GAZ-51 llegó, en su modelo de serie comercial del GAZ-51; al 80%.
La producción continuó hasta 1968, y su cifra de producción llegó a los 474.464 coches. El GAZ-63 se usó como chasis base para el transporte de tropas blindado BTR-40.

## Características
El coche tenía una estructura de trama en su parrilla frontal, con tracción variable a las cuatro ruedas, contaba para ello con dos ejes de transmisión para adelante y para atrás. Las marchas eran básicas, y en el modo de conducción normal solo era transmitida la tracción a la transmisión trasera, y la caja de cambios contaba con la opción de tracción a las cuatro ruedas solo en paso por carreteras sin pavimentar. Los voladizos eran cortos, la inclinación de las ruedas, así como la presión interna de los neumáticos eran ajustables.
Los neumáticos y rines eran del tamaño 10,00-18, con los cuales podía pasar sobre carreteras desasfaltadas, sobre nieve, tierra virgen e incluso humedales, para lo cual tenía que reducir brevemente la presión a 0,7 kg/cm³. La velocidad del vehículo no debía exceder los 10 km/h. bajo estas condiciones, ya que los neumáticos cuando se conducía en tierra suelta se pdrían dañar severamente. Su velocidad en todo caso no era mayor de 150 km (en modo de funcionamiento normal, con la presión en los neumáticos de 2,8 kg/cm³). La garantía de kilometraje para los neumáticos era de 10,000 km.
El compresor para regular la presión de las recámaras era algo adicional. Para inflar los neumáticos se aplicaba el aire por medio de un dispositivo que se atornilla en el motor, en lugar de uno de los cables de corriente de las bujías de encendido. Así, el motor se hace arrancar y se ejecuta en cinco cilindros, y uno de los pistones bombea el aire en el neumático. El mecanismo inhibía la llegada de mezcla comburente al neumático inflado así, por lo que no se corría el riesgo de conflagraciones. El dispositivo de la válvula de entrada de aire tenía una resistencia mucho menor que el colector de admisión y el carburador, junto con el filtro de aire eran comúnmente rociados por el aceite del motor, cuando era practicado de forma incorrecta el procedimiento de inflado.
Bajo el capó, en el lado derecho del motor; se montaba una caldera para el precalentamiento del motor en condiciones invernales. Ya que el extremo ambiente ruso así lo hacía necesario, se debía desenroscar el volante, situado a la izquierda de la rueda delantera derecha; para así abrir la escotilla y evacuar de los tubos de escape el humo proveniente de la inserción a la caldera de un soplete de ignición. El fluido del sistema de refrigeración era calentado así, y los gases calientes se ingresan al cárter del aceite del motor para su descongelación. Cuando el nivel de agua en la caldera del motor quedaba vacía, se debía surtir unos 5 litros de agua aproximadamente al interior de la misma, seguido debía realizarse el calentamiento, y a continuación, con el vapor formado, se procedía a la descongelación. Entonces -con el motor en marcha- el radiador debía ser llenado con el agua de la caldera, para cuando no se usaba refrigerante. Este problema se solucionó con la introducción de líquidos refrigerantes a base de alcoholes con bajo punto de congelación.
El calefactor de la cabina estaba situado en el interior del torpedo, y era accionado por un ventilador eléctrico. El aire caliente solo se evacuaba sobre el parabrisas. Para que ingresara a los pies, el aire caliente del conductor y del pasajero se suministraba solo cuando el vehículo estuviera en movimiento, a través de una abertura de entrada de aire en el capó. En invierno, el piso de la cabina del coche se congelaba por la falta de calefacción, deteriorándose rápidamente por la oxidación.
Los paneles laterales de guarnición son de capucha desmontable, y en verano era mucho más fácil el mantener el sistema de refrigeración del motor. El aumento de paso de aire adelante del marco del parabrisas hace que un paseo en verano o primavera fuese fresco (si se iba "rápido" y con una carretera asfaltada, ya que de lo contrario el polvo de la carretera hacía desastroso el viaje).
La carrocería trasera constaba de una plataforma, con suelo y laterales de madera con lados altos, y el portón trasero de apertura era del mismo material, ambos contenidos en marcos de acero remachado.